# Associazione Calcio Cinzano 1941-1942
Questa voce raccoglie le informazioni riguardanti l'Associazione Calcio Cinzano nelle competizioni ufficiali della stagione 1941-1942.

## Rosa
| N. |                   | Ruolo | Calciatore         |
| -- | ----------------- | ----- | ------------------ |
|    | Italia (bandiera) | C     | Carlo Anfossi      |
|    | Italia (bandiera) | P     | Giacomo Baravalle  |
|    | Italia (bandiera) | D     | Federico Barluzzi  |
|    | Italia (bandiera) | C     | Carlo Bertolotti   |
|    | Italia (bandiera) | P     | Piero Bonaventura  |
|    | Italia (bandiera) | D     | Giuseppe Bracco    |
|    | Italia (bandiera) | D     | Giovanni Bussa     |
|    | Italia (bandiera) | A     | Carlo Canova       |
|    | Italia (bandiera) | D     | Giovanni Fassone   |
|    | Italia (bandiera) | A     | Stefano Floris     |
|    | Italia (bandiera) | A     | Francesco Galletti |

| N. |                   | Ruolo | Calciatore      |
| -- | ----------------- | ----- | --------------- |
|    | Italia (bandiera) | C     | Carlo Gianti    |
|    | Italia (bandiera) | C     | Oreste Guaraldo |
|    | Italia (bandiera) | A     | Luigi Musso     |
|    | Italia (bandiera) | D     | Paolo Paganelli |
|    | Italia (bandiera) | D     | Natale Pellino  |
|    | Italia (bandiera) | A     | Aurelio Perotti |
|    | Italia (bandiera) | D     | Giovanni Ruba   |
|    | Italia (bandiera) | A     | M. Sorcis       |
|    | Italia (bandiera) | A     | Cesare Toppino  |
|    | Italia (bandiera) | C     | Carlo Viola     |
|    | Italia (bandiera) | C     | F. Virano       |